# グランド・バハマ島

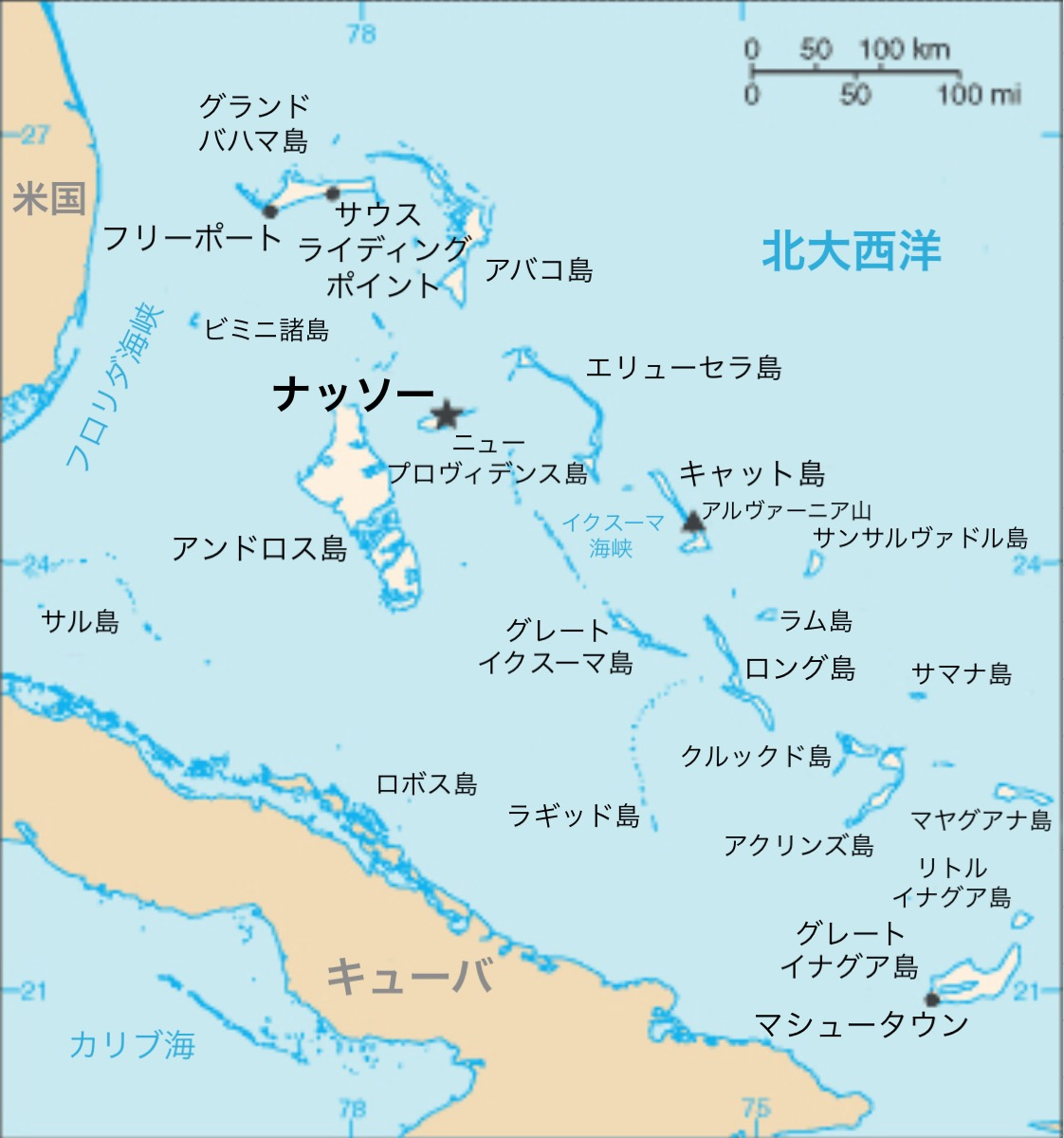
グランド・バハマ島は地図上左上

グランド・バハマ島（グランド・バハマとう、英: Grand Bahama）は西インド諸島のバハマ北西部の島。
グランド・バハマ島は、バハマ諸島の中で最もアメリカ、フロリダ半島の近くに位置している。リトル・バハマ・バンクの海域にあり、島の面積は1,373km2で、人口は約51,000人。フリーポート（Freeport）とルカヤ（Lukaya）からなる地区は、ニュー・プロビデンス島のナッソーに続くバハマ第2の都市である。